# 马鸿烈
马鸿烈（1944年—），汉族，中华人民共和国政治人物、第十一届全国政协委员。
加入中国共产党，担任甘肃省酒泉钢铁有限责任公司董事长、党委常委。2008年，当选第十一届全国政协委员，代表经济界，分入第三十五组。